# Prinzenstraße (metropolitana di Berlino)
La stazione di Prinzenstraße è una stazione della metropolitana di Berlino, posta sulla tratta comune alle linee U1 e U3. È posta sotto tutela monumentale (Denkmalschutz).